# Кондратов, Виктор Евгеньевич
Виктор Евгеньевич Кондратов  (24 сентября 1942 года — 10 января 2018 года) — российский политик, представитель от исполнительного органа государственной власти Приморского края в Совете Федерации ФС РФ (2006—2010), член Комитета СФ по вопросам местного самоуправления, член Комиссии СФ по взаимодействию со Счетной палатой РФ, член Комиссии СФ по национальной морской политике.

## Биография
Виктор Кондратов родился 24 сентября 1942 года в городе Самарканде. Окончил обучение в Одесском высшем инженерном морском училище. В 1973 году завершил обучение в Высшей школе КГБ СССР имени Ф. Э. Дзержинского.
Трудовую деятельность начал на судах Черноморского морского пароходства; с 1973 года служил в органах КГБ СССР.
С 1981 по 1983 год — начальник управления КГБ по городу Севастополю. В 1991 году назначен начальником управления агентства федеральной безопасности, затем — Федеральной службы безопасности (ФСБ) Приморского края.
С 1997 по 1999 год, Кондратов работал полномочным представителем президента РФ в Приморском крае. В марте 1999 года переведён в Центральный аппарат ФСБ России в Москву. Официальный представитель ФСБ России в Республике Молдова и Приднестровье.
В декабре 2006 года делегирован в Совет Федерации. Полномочия прекращены в апреле 2010 года. На протяжении трёх лет работы в Совете Федерации был членом Комитета Совета Федерации по вопросам местного самоуправления.
После освобождения должности сенатора вышел на заслуженный отдых.
Проживал в городе Владивостоке. Умер 10 января 2018 года.

## Награды
Награждён:
- орденом Почета,
- Орден «За военные заслуги» (Россия)
- медаль «За отличие в военной службе» III степени,
- медаль «За отличие в военной службе» II степени,
- медаль «За отличие в военной службе» I степени,
- юбилейная медаль «300 лет Российскому флоту»